# Memorijal Mirka Miočića
Zadarski jesenski open, koji je nakon smrti zadarske kvizaške legende Mirka Miočića preimenovan u Memorijal Mirka Miočića, najveće je kvizaško natjecanje u Hrvatskoj i općenito na području jugoistočne Europe. Događaj se sastoji od individualnog kviza, tematskih individualnih kvizova, kviza parova, ekipnog kviza i random pub kviza. Natjecanje okuplja dvjestotinjak kvizaša iz Hrvatske, Bosne i Hercegovine, Srbije, ali i drugih europskih zemalja. Redoviti sudionici natjecanja su i lovci s televizijskog kviza Potjera: Morana Zibar, Dean Kotiga, Krešimir Sučević Međeral i Mladen Vukorepa, lovac sa kviza Superpotjera Sven Marcelić te znalac s televizijskog kviza Tko želi biti milijunaš - Ivan Jurić.

## I. izdanje (2017.)
Prvo izdanje Memorijala održalo se 30. rujna i 1. listopada 2017. godine na Sveučilištu u Zadru, Caffe baru Bazen te u Arsenalu. Na kvizu je sudjelovalo sveukupno 184 kvizaša iz cijele Hrvatske te nekoliko kvizaša iz Bosne i Hercegovine i Srbije. Od toga kviz je igralo 86 kvizaša individualno, 41 kvizaški par te 41 četveročlana ekipa.
|    | INDIVIDUALNI KVIZ | KVIZ PAROVA                       | EKIPNI KVIZ (SASTAV)                                                                          |
| -- | ----------------- | --------------------------------- | --------------------------------------------------------------------------------------------- |
| 1. | Perica Živanović  | Dean Kotiga - Perica Živanović    | Prstići (Dean Kotiga, Neven Milijić, Mladen Vukorepa, Perica Živanović)                       |
| 2. | Dean Kotiga       | Ivan Andonov - Neven Milijić      | K.u.K. Improvisatoren (Rudi Mrazović, Maja Rogulj, Krešimir Štimac, Krešimir Sučević Međeral) |
| 3. | Ivan Vlahek       | Krešimir Štimac - Mladen Vukorepa | Tena, Ena i 2 kretena (Tena Jurišić, Ena Šarić, Filip Karačić, Ivan Vlahek)                   |

## II. izdanje (2018.)
Drugo izdanje Memorijala održalo se 6., 7. i 8. listopada 2018. godine u Zadru u Svečanoj dvorani Sveučilišta u Zadru, Arsenalu, Caffe baru Bazen i crkvi Sv. Donata. Zbog neradnog dana (8. listopad), događaj se prvi put održavao kroz tri dana. Sudjelovalo je 209 natjecatelja iz 26 hrvatskih, tri bosanskohercegovačka, jednog srpskog i jednog luksemburškog grada, a za njih je sveukupno pripremljeno 1000 pitanja. Od toga, kviz je igralo 117 kvizaša individualno, 67 parova, 46 ćetveročlanih ekipa te random 28 ekipa. Od tematskih kvizova, Domaćicu je igralo 77, Duhovnost 58, Film 65, Glazbeni 58, Lifestyle 66, Povijest 50, Sport 67 te Umjetnost 46 kvizaša.
|    | INDIVIDUALNI KVIZ  | KVIZ PAROVA                    | EKIPNI KVIZ (SASTAV)                                                           | RANDOM PUB KVIZ                                                                    |
| -- | ------------------ | ------------------------------ | ------------------------------------------------------------------------------ | ---------------------------------------------------------------------------------- |
| 1. | Marijana Jakovašić | Dean Kotiga - Perica Živanović | Prstići (Tomislav Bleiziffer, Dean Kotiga, Mladen Vukorepa, Perica Živanović)  | nositelj: Perica Živanović; Petar Đapić, Sven Marcelić, Marin Pažanin, Ivan Radun  |
| 2. | Dean Kotiga        | Lovro Ljubičić - Ivan Vlahek   | Njemački landrasi (Ruben Finderle, Alen Franjić, Marko Laginja, Neven Milijić) | nositelj: Mladen Vukorepa; Hrvoje Maligec, Filip Novosel, Nikša Mitrović, Ivan Guć |
| 3. | Perica Živanović   | Ivan Jurić - Neven Milijić     | B tim (Rudi Mrazović, Marko Ožegović, Maja Rogulj, Krešimir Sučević Međeral)   | nositelj: Dean Kotiga; Zrinka Car, Adi Čaušević, Nikolina Horvat, Dalibor Perković |

|    | DOMAĆICA                 | DUHOVNOST                | FILM          | GLAZBENI            | LIFESTYLE          | POVIJEST      | SPORT            | UMJETNOST     |
| -- | ------------------------ | ------------------------ | ------------- | ------------------- | ------------------ | ------------- | ---------------- | ------------- |
| 1. | Marijana Jakovašić       | Neven Milijić            | Ivan Andonov  | Dean Kotiga         | Marijana Jakovašić | Neven Milijić | Perica Živanović | Dean Kotiga   |
| 2. | Damir Obad               | Perica Živanović         | Dean Kotiga   | Dino Milić-Jakovlić | Morana Zibar       | Nikola Lazić  | Neven Trgovec    | Ivan Vlahek   |
| 3. | Krešimir Sučević Međeral | Krešimir Sučević Međeral | Filip Karačić | Neven Milijić       | Ivan Andonov       | Robert Lojpur | Lovro Ljubičić   | Neven Milijić |

## III. izdanje (2019.)
Treće izdanje Memorijala održalo se 4., 5. i 6. listopada 2019. godine u Zadru u Arsenalu i Caffe baru Bazen. Sudjelovao je 251 natjecatelj iz 26 hrvatskih gradova te još deset inozemnih natjecatelja iz Bosne i Hercegovine, Slovenije i Srbije.
|    | INDIVIDUALNI KVIZ        | KVIZ PAROVA                       | EKIPNI KVIZ (SASTAV)                                                         | RANDOM PUB KVIZ                                                                                            |
| -- | ------------------------ | --------------------------------- | ---------------------------------------------------------------------------- | --- |
| 1. | Dean Kotiga              | Dean Kotiga - Perica Živanović    | Prstići (Lukša Benić, Dean Kotiga, Mladen Vukorepa, Perica Živanović)        | 23:10 za Yumu (nositelj: Dean Kotiga; Sven Marcelić, Kristijan Musa, Roko Sven Surać, Ena Velagić)         |
| 2. | Perica Živanović         | Marijana Jakovašić - Dražen Nemet | D tim (Tomislav Berić, Rudi Mrazović, Maja Rogulj, Krešimir Sučević Međeral) | Slovima dva (nositelj: Krešimir Sučević Međeral; Boris Gajić, Milan Kantor, Mare Knežević, Marina Maretić) |
| 3. | Krešimir Sučević Međeral | Ivan Jurić - Lovro Jurišić        | Vidim ose (Borko Barić, Marijana Jakovašić, Dražen Nemet, Dražen Polić)      | Antikristi i masoni (nositelj: Nikola Lazić; Dario Ivančić, Marijan Pavlećić, Ivan Žderić)                 |

|    | DOMAĆICA                 | PRIRODA                  | LIFESTYLE        | STRIP        | RATNI             |
| -- | ------------------------ | ------------------------ | ---------------- | ------------ | ----------------- |
| 1. | Krešimir Sučević Međeral | Domagoj Pozderac         | Franjo Falak     | Dean Kotiga  | Perica Živanovicć |
| 2. | Kristo Kristić           | Franjo Falak             | Dražen Nemet     | Borko Barić  | Kristo Kristić    |
| 3. | Mario Kovač              | Krešimir Sučević Međeral | Valent Cerovečki | Marin Arbani | Dean Kotiga       |

## IV. izdanje (2020.)
Četvrto izdanje Memorijala održalo se 5. i 6. rujna 2020. godine u Zadru u Arsenalu. Zbog pandemije korona virusa i nužnih epidemioloških mjera, smanjen je broj natjecatelja, kvizova te nije bilo random pub kviza već je odigran običan pub kviz s unaprijed dogovorenim ekipama kako bi se smanjila mogućnost interakcije. Svi su igrači također trebali mjeriti temperaturu na dnevnoj pazi i potpisati izjavu o odgovornosti da nisu zaraženi. Tri dana kviza u konačnici nisu rezultirali ikakvom zarazom i sve je prošlo u redu. Sudjelovao je 171 natjecatelj bez inozemne konkurencije.
|    | INDIVIDUALNI KVIZ        | KVIZ PAROVA                            | EKIPNI KVIZ (SASTAV)                                                                   |
| -- | ------------------------ | -------------------------------------- | -------------------------------------------------------------------------------------- |
| 1. | Dean Kotiga              | Karlo Plazina - Mladen Vukorepa        | E tim (Karlo Lugomer, Rudi Mrazović, Maja Rogulj, Krešimir Sučević Međeral)            |
| 2. | Krešimir Sučević Međeral | Mario Kovač - Krešimir Sučević Međera  | Prstići (Dean Kotiga, Toni Velić, Mladen Vukorepa, Perica Živanović)                   |
| 3. | Lucian Šošić             | Tomislav Bleiziffer - Domagoj Pozderac | Zapravo svejedno (Tomislav Berić, Tena Jurišić-Karačić, Filip Karačić, Lovro Ljubičić) |

|    | DOMAĆICA        | LOW BLOW       | HIGH GLOW    | IGRE            |
| -- | --------------- | -------------- | ------------ | --------------- |
| 1. | Kristo Kristić  | Dean Kotiga    | Šime Gverić  | Franjo Falak    |
| 2. | Marinko Čogelja | Franjo Falak   | Dean Kotiga  | Gojko Prusina   |
| 3. | Bojan Goja      | Ruben Finderle | Lucian Šošić | Lovro Marinović |

## V. izdanje (2021.)
Peto izdanje Memorijala Mirka Miočića održalo se 18. i 19. rujna 2021. godine u Arsenalu u Zadru. Zbog povoljnijih pandemijske situacije održan je i random pub kviz u Caffe baru Bazen na kojem je zbog epidemioloških mjera ograničen broj sudionika na 100 natjecatelja. U skladu s mjerama svi igrači su potpisali izjavu o odgovornosti kao i prethodne godine. Na individualnom kvizu sudjelovalo je rekordnih 143 natjecatelja, izjednačen je rekord s 81 kvizaškim parom te su kviz odigrale rekordne 54 ekipe. Na natjecanju je sudjelovalo i pet kvizaša iz Bosne i Hercegovine te devet kvizaša iz Srbije.
|    | INDIVIDUALNI KVIZ | KVIZ PAROVA                            | EKIPNI KVIZ (SASTAV)                                                        | RANDOM PUB KVIZ (SASTAV)                                                                          |
| -- | ----------------- | -------------------------------------- | --------------------------------------------------------------------------- | ------------------------------------------------------------------------------------------------- |
| 1. | Lucian Šošić      | Dean Kotiga - Perica Živanović         | Prstići (Lukša Benić, Dean Kotiga, Toni Velić, Perica Živanović)            | nositelj: Fabijan Čorak; Marin Blažetić, Dario Galinec, Nikola Paleka, Roko Sven Surać            |
| 2. | Neven Trgovec     | Neven Trgovec - Ivan Vulić             | F tim (Nina Križan, Karlo Lugomer, Rudi Mrazović, Krešimir Sučević-Međeral) | nositelj: Krešimir Sučević Međeral; Saša Benzon, Stefan Grnčarski, Valentin Herman, Dušan Torbica |
| 3. | Domagoj Pozderac  | Tomislav Bleiziffer - Domagoj Pozderac | Jaka rekcija (Fabijan Čorak, Petar Ćosović, Lovro Marinović, Stipe Vukšić)  | nositelj: Lovro Ljubičić; Antun Akšamović, Maja Bulatović, Goran Vesić, Ana Šoša Gulam            |

|    | DOMAĆICA                 | RITAM LUDILA | DISNEY       |
| -- | ------------------------ | ------------ | ------------ |
| 1. | Marinko Čogelja          | Dean Kotiga  | Borko Barić  |
| 2. | Krešimir Sučević Međeral | Duško Lakić  | Dean Kotiga  |
| 3. | Kristo Kristić           | Ivan Andonov | Dražen Nemet |

## VI. izdanje (2022.)
Šesto izdanje Memorijala Mirka Miočića održalo se 1. i 2. listopada 2022. godine u Arsenalu u Zadru. Dan prije početka Memorijala održan je i random pub kviz u Caffe baru Bazen. Na pojedinačnome kvizu sudjelovalo je rekordnih 158 natjecatelja, na kvizu parova rekordna 94 para te su ekipni kviz odigrale rekordne 72 ekipe. Na natjecanju je sudjelovalo i pet kvizaša iz Bosne i Hercegovine te deset kvizaša iz Srbije.
|    | POJEDINAČNI KVIZ | KVIZ PAROVA                    | EKIPNI KVIZ (SASTAV)                                                                       | RANDOM PUB KVIZ (SASTAV)                                                                          |
| -- | ---------------- | ------------------------------ | ------------------------------------------------------------------------------------------ | ------------------------------------------------------------------------------------------------- |
| 1. | Dean Kotiga      | Dean Kotiga - Perica Živanović | Johnny, Kare, Kina iiii Mali Zeus (Šime Gverić, Karlo Plazina, Neven Trgovec, Ivan Žderić) | nositelj: Fabijan Čorak; Marin Blažetić, Dario Galinec, Nikola Paleka, Roko Sven Surać            |
| 2. | Neven Trgovec    | Ivan Jurić - Lovro Jurišić     | E tim (Karlo Lugomer, Rudi Mrazović, Maja Rogulj, Krešimir Sučević-Međeral)                | nositelj: Krešimir Sučević Međeral; Saša Benzon, Stefan Grnčarski, Valentin Herman, Dušan Torbica |
| 3. | Šime Gverić      | Neven Trgovec - Ivan Vulić     | Mali umiljati medvjedići (Dean Kotiga, Lukša Benić, Perica Živanović, Mladen Vukorepa)     | nositelj: Lovro Ljubičić; Antun Akšamović, Maja Bulatović, Goran Vesić, Ana Šoša Gulam            |

|    | DOMAĆICA                 | INDIJA           | SVIJET                   | OVER THE RAINBOW | KNOCKOUT KVIZ       |
| -- | ------------------------ | ---------------- | ------------------------ | ---------------- | ------------------- |
| 1. | Kristo Kristić           | Dean Kotiga      | Krešimir Sučević Međeral | Dražen Nemet     | Dean Kotiga         |
| 2. | Krunoslav Valentić       | Danijel Šušnjara | Zvonimir Drvar           | Lukša Benić      | Tomislav Bartolović |
| 3. | Krešimir Sučević Međeral | Ivan Andonov     | Karlo Lugomer            | Dean Kotiga      | Lovro Marinović     |